# Marius Pena
Marius Pena (Bucarest, 2 maggio 1985) è un ex calciatore rumeno, di ruolo attaccante.

## Carriera

### Club
Ha militato nel Progresul Bucarest, prima di passare alla Torpedo Mosca.
Dal 2004 al 2005 ha militato nella seconda squadra del Rapid Bucarest. Nel 2006 ha giocato nel Râmnicu Vâlcea.
Tra il 2006 e il 2008 milita nella seconda divisione rumena con il Concordia Chiajna.
Nel 2008 passa all'Oțelul Galați in massima serie, dove nel 2011 ha vinto il campionato e la Supercoppa nazionale. Il 14 settembre 2011 segna il primo gol della storia del club in Champions League nella sconfitta 2-1 a Basilea.

## Palmarès
- Campionato rumeno: 1

Oțelul Galați: 2010-2011
- Supercoppa di Romania: 1

Oțelul Galați: 2011